# Program ABM
Uzasadnienie: krajowy wariant programu interwencyjnego
Program ABM (niem. Arbeitsbeschaffungsmaßnahmen) – program tworzenia subsydiowanych miejsc pracy okresowej, będący jednym z głównych – obok ograniczania siły roboczej i ograniczania liczby zwalnianych pracowników – elementów polityki rynku pracy w Republice Federalnej Niemiec. Promotorami tego rodzaju przedsięwzięć są w większości instytucje publiczne i nienastawione na zysk, które otrzymują subsydia na pokrycie kosztów wynagrodzenia zatrudnianych bezrobotnych. Subsydia te są wypłacane w zasadzie przez jeden rok, ale w pewnych przypadkach okres subsydiowania może być wydłużony do dwóch lat, a nawet do trzech, pod warunkiem, że pracodawca zagwarantuje stałe zatrudnienie subsydiowanego pracownika w tym okresie.
Warunkiem uzyskania subsydium jest, by projekt realizowany w ramach ABM wykraczał poza obowiązkowe zadania podmiotu zatrudniającego i służył interesowi publicznemu.
Priorytet mają przedsięwzięcia, które:
- przyczyniają się do polepszenia sytuacji gospodarczej, społecznej i ekologicznej struktury regionu i tym samym do trwałej poprawy sytuacji na rynku pracy,
- stwarzają perspektywy trwałego zatrudnienia bezrobotnych, mających największe trudności ze znalezieniem pracy.

Tego rodzaju kryteria mają wyeliminować przedsięwzięcia, które stwarzałyby konkurencję dla prywatnych, niesubsydiowanych małych i średnich przedsiębiorstw.